# Едуард Бадер
Едуард Бадер (фр. Édouard Bader; 26 липня 1899, Ферр'єр-ан-Брі — 21 квітня 1983, Ферр'єр-ан-Брі) — французький регбіст, олімпієць; здобув срібну медаль на літніх Олімпійських іграх 1920 в Антверпен.
Едуард був мером рідного міста у 1953—1959 роках.

## Спортивна кар'єра
Під час тривання своєї кар'єри грав в таких клубах, як:  СС Прімвер, Стад Франсе, ЗСК Париж, СК Бурс.
Разом зі збірною Франції взяв участь у літніх Олімпійських іграх 1920. 5 вересня 1920 року, на Олімпійському стадіоні зустрілись збірна Франції та збірна США (0:8). Був то єдиний матч регбі розіграний під час тих ігор, тому Франція отримала срібну медаль.
З 1926 по 1927 рік зіграв ще в двох матчах, але не здобув жодного бала.